# 三浦虎法師
三浦 虎法師（みうら とらほうし）は、安土桃山時代の人物。安芸国の戦国大名・毛利氏の家臣。三浦元精の子で、伯父である三浦元忠の養子となる。

## 生涯
毛利氏の家臣・三浦元精の子として生まれる。伯父である三浦元忠の養子となり、元忠から出雲国において50石の地を与えられた。
しかし、虎法師は早世したため、文禄5年（1596年）8月20日に元忠が死去した際には、元精が後を継いでいる。